# Levenhookia dubia
Levenhookia dubia är en tvåhjärtbladig växtart som beskrevs av Otto Wilhelm Sonder. Levenhookia dubia ingår i släktet Levenhookia och familjen Stylidiaceae. Inga underarter finns listade i Catalogue of Life.